# Gaoyang
Gaoyang (chinesisch 高阳县, Pinyin Gāoyáng Xiàn) ist ein Kreis der bezirksfreien Stadt Baoding in der chinesischen Provinz Hebei. Er hat eine Fläche von 493,9 km² und zählt 345.160 Einwohner (Stand: Zensus 2010).
Die Vorbereitungsschule für den Frankreichaufenthalt im Dorf Buli (Buli liufa gongyi xuexiao jiuzhi 布里留法工艺学校旧址) in der Großgemeinde Xiyan (西演镇) der Jahre 1917–1919 steht seit 2006 auf der Liste der Denkmäler der Volksrepublik China (6-899).